# Washburn-egyenlet
A Washburn-egyenlet  a kapilláris jelenséget írja le párhuzamos hengeres csöveknél, és kiterjeszthető porozús anyagoknál a folyadék felszívódásra. Az egyenletet Edward Wight Washburn (1881 -1934), amerikai fizikusról nevezték el. Az egyenletet Lucas–Washburn egyenletnek is ismerik, mivel Richard Lucas, német fizikus hasonló publikációt jelentetett meg. Az egyenletnek van még egy harmadik neve is: Bell-Cameron-Lucas-Washburn egyenlet.
Egy nedves kapillárisnál:
{\displaystyle L^{2}={\frac {\gamma Dt}{4\eta }}}
ahol
{\displaystyle t} a időtartam (dinamikus viszkozitás)
{\displaystyle \eta } dinamikus viszkozitás
{\displaystyle \gamma } a felületi feszültség
{\displaystyle L} a behatolás távolsága a kapillárisba
{\displaystyle D}.a pórus átmérője
Porozús anyagoknál több értelmezése is lehet a pórusok átmérőjének, egy valós lehetőség a számításokhoz az érintkezési szög figyelembe vétele. Az érintkezési szög, a folyadék és az őt körülvevő szilárd anyag kapcsolatát fejezi ki.
Az egyenletet hengeres cső kapillaritásából vezették le, gravitációs erő hiányában.
1921-ben, Washburn a dolgozatában Poiseuille-törvényre hivatkozik, mely kör keresztmetszetű csőben mozgó folyadékokra vonatkozik.
Az egyenletbe behelyettesítve {\displaystyle l} hosszúság differenciális kifejezését, {\displaystyle dV=\pi r^{2}dl}, kapjuk:
{\displaystyle {\frac {\delta l}{\delta t}}={\frac {\sum P}{8r^{2}\eta l}}(r^{4}+4\epsilon r^{3})}
ahol  {\displaystyle \sum P} a részt vevő nyomások szummája; az atmoszferikus nyomás ({\displaystyle P_{A}}), a hidrosztatikus nyomás ({\displaystyle P_{h}}), és a kapilláris erő ekvivalens nyomása ({\displaystyle P_{c}}).
{\displaystyle \eta } a folyadék viszkozitás,
{\displaystyle \epsilon } a csúszási együttható, mely 0 nedves anyagoknál,
{\displaystyle r} a kapilláris sugara.
A nyomás:
{\displaystyle P_{h}=hg\rho -lg\rho \sin \psi }
{\displaystyle P_{c}={\frac {2\gamma }{r}}\cos \phi }
ahol
{\displaystyle \rho } a folyadék sűrűsége
{\displaystyle \gamma } a felületi feszültség
{\displaystyle \psi } az érintkezési szög.
A kifejezéseket behelyettesítve, egy első rendű differenciálegyenlethez vezet a csőben {\displaystyle l}: távolságra penetráló folyadékra:
{\displaystyle {\frac {\delta l}{\delta t}}={\frac {[P_{A}+g\rho (h-l\sin \psi )+{\frac {2\gamma }{r}}\cos \phi ](r^{4}+4\epsilon r^{3})}{8r^{2}\eta l}}}